# Troisvaux
Troisvaux är en kommun i departementet Pas-de-Calais i regionen Hauts-de-France i norra Frankrike. Kommunen ligger i kantonen Saint-Pol-sur-Ternoise som tillhör arrondissementet Arras. År 2022 hade Troisvaux 288 invånare.

## Befolkningsutveckling
Antalet invånare i kommunen Troisvaux
| Referens: INSEE |